# Roger Jacob Steiner
Roger Jacob Steiner (* 27. März 1924 in South Byron, Wisconsin; † 2. November 2012 in Lititz, Pennsylvania) war ein US-amerikanischer Linguist, Romanist und Lexikograf.

## Leben und Werk
Steiner, dessen Vorfahren aus der Schweiz stammten, leistete Kriegsdienst und war 15 Jahre lang Methodistenpfarrer. Im Rahmen seines Romanistikstudiums verbrachte er zwei Jahre in Bordeaux. Er  promovierte 1964 an der University of Pennsylvania mit der Arbeit Two centuries of Spanish and English bilingual lexicography 1590-1800 (Den Haag 1970) und lehrte 33 Jahre an der University of Delaware, zuletzt als Full Professor of Linguistics.

## Weitere Werke
- The new college French & English dictionary, New York 1972 (379 Seiten), 2004 (766 Seiten)
- Webster’s French & English dictionary, Secaucus 1980 (375 Seiten)
- Webster’s dictionnaire français & anglais. Webster’s French & English dictionary, Montréal 1981 (342 Seiten); The new international Webster’s French & English dictionary, Naples 1997 (738 Seiten)
- (Hrsg. mit William Frawley)  Advances in lexicography, Edmonton 1986
- (Hrsg.) Simon & Schuster’s international dictionary : English/Spanish, Spanish/English. Diccionario internacional Simon and Schuster : inglés/español, español/inglés, New York 1997 (1597 Seiten); Webster’s New World international Spanish dictionary : English-Spanish, Spanish-English, Hoboken 2004 (1597 Seiten)
- Diccionario Cuyás inglés-español, español-inglés. Cuyás dictionary English-Spanish, Spanish-English, New York 1999 (664 Seiten)